# Cunhambebe
Cunhambebe (? – c. 1555)  foi um famoso chefe indígena tupinambá brasileiro, tendo sido a autoridade máxima entre todos os líderes tamoios da região compreendida entre o Cabo Frio (Rio de Janeiro) e Bertioga (São Paulo). Foi, também, aliado dos franceses que se estabeleceram na Baía de Guanabara em 1555, no projeto da França Antártica. É citado na obra do religioso francês André Thévet Les singularitez de la France Antarctique e na obra do aventureiro alemão Hans Staden Duas viagens ao Brasil. Noticia-se que o chefe tamoio, em rituais canibais de sua tribo, tenha devorado mais de sessenta portugueses. 

## Etimologia
Segundo o tupinólogo Eduardo de Almeida Navarro, o nome "Cunhambebe" é derivado do termo tupi kunhãmbeba, que significa "mulher achatada, sem seios, de seios muito pequenos", pela composição entre kunhã (mulher) e peba (achatado). Seria uma alusão ao peito musculoso e desenvolvido de Cunhambebe. Teodoro Sampaio diz que "Cunhambebe" significa "o gago" em tupi, mas tal etimologia é considerada fantasiosa por Eduardo de Almeida Navarro. 

## Biografia

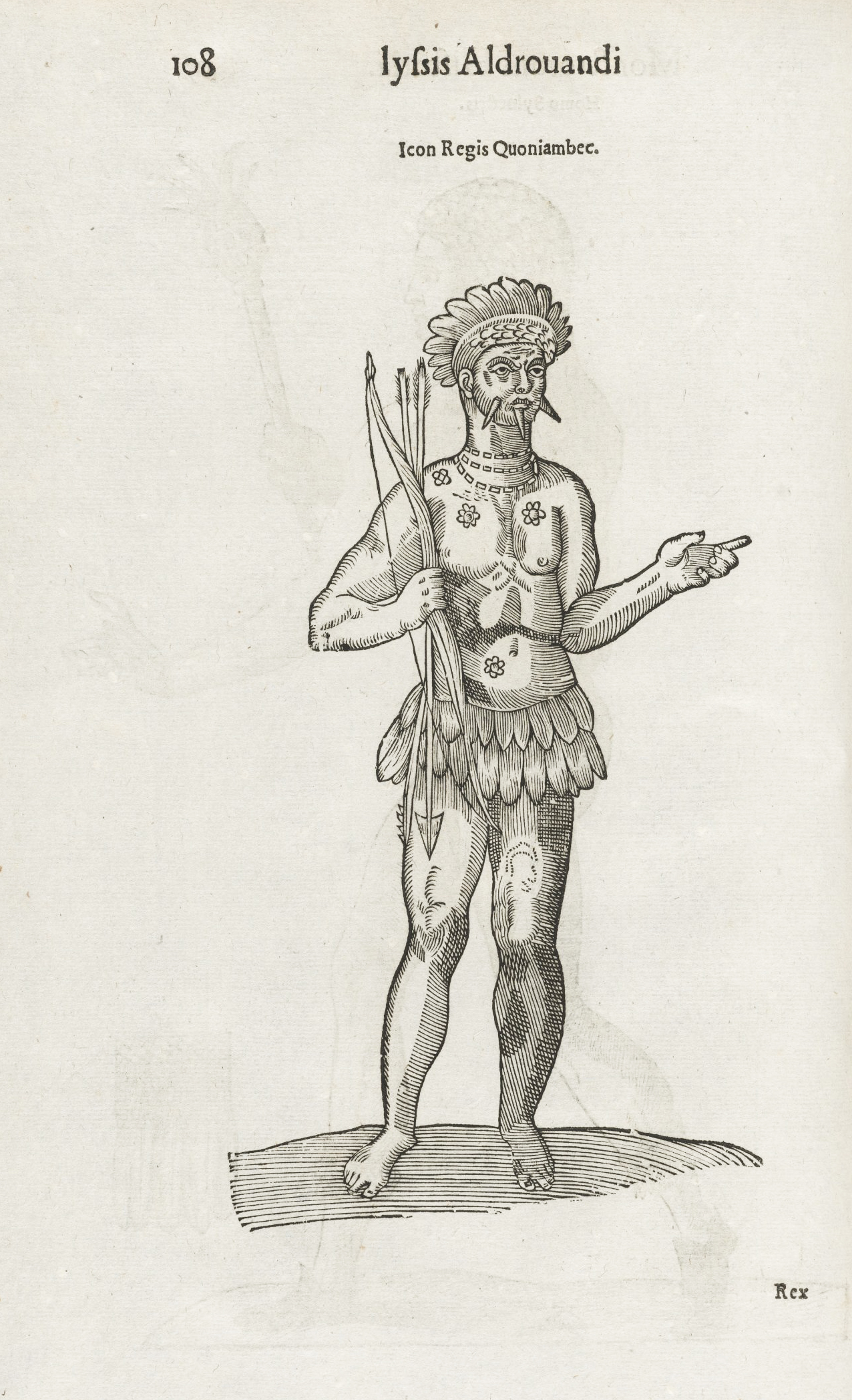
Representação de 1642

Segundo Capistrano de Abreu, houve não apenas um, mas dois Cunhambebes: pai e filho. O pai teria sido o famoso guerreiro que Hans Staden encontrou na Serra de Ocaraçu (atual conjunto de morros do Cairuçu, ao Sul de Paraty, na região de Trindade). André Thevet também teria conhecido este Cunhambebe. Faleceu de "peste" (provavelmente varíola) após a chegada dos colonos franceses de Nicolas Durand de Villegagnon à Baía de Guanabara. 
Alguns anos após a morte deste Cunhambebe, o padre José de Anchieta teria encontrado o Cunhambebe filho em Yperoig (atual cidade de Ubatuba) para as negociações que deram origem ao Armistício de Yperoig — o primeiro tratado de paz conhecido no continente americano, colocando fim à chamada Confederação dos Tamoios, que ameaçava São Vicente e a supremacia portuguesa no sul do Brasil.
Pacificados os indígenas das proximidades de São Vicente, os portugueses atacaram os franceses que estavam instalados na Baía de Guanabara, dizimando as tribos tupinambás que ali residiam. O fato se repetiu no Cabo Frio, tendo sobrevivido os Tupinambás de Ubatuba, que, fugindo para o sertão ou misturando-se aos colonos em Ubatuba, deram origem aos atuais caiçaras, na região do Litoral Norte de São Paulo.
No início do século XVII, já não havia mais nenhum tupinambá na região do Rio de Janeiro, a não ser os convertidos ao catolicismo e os utilizados como serviçais pelos portugueses. 